# Bundesbeschluss
Ein Bundesbeschluss ist in der Schweiz ein Beschluss der Bundesversammlung, welcher nicht rechtsetzende Bestimmungen enthält (Art. 163 Abs. 2 BV).
Unterschieden wird zwischen dem referendumspflichtigen Bundesbeschluss und dem einfachen Bundesbeschluss, der dem Referendum nicht untersteht. Dem obligatorischen Referendum unterstehen Bundesbeschlüsse für eine Änderung der Bundesverfassung oder der Beitritt zu Organisationen der kollektiven Sicherheit oder zu supranationalen Gemeinschaften (Art. 140 BV). Dem fakultativen Referendum werden Bundesbeschlüsse zur Genehmigung völkerrechtlicher Verträge unterstellt, welche unbefristet und unkündbar sind, den Beitritt zu einer internationalen Organisation vorsehen, wichtige rechtsetzende Bestimmungen enthalten oder durch den Erlass von Bundesgesetzen umgesetzt werden müssen (Art. 141 Abs. 1 Bst. d BV). Des Weiteren werden Bundesbeschlüsse dem fakultativen Referendum unterstellt, wenn eine Verfassungs- oder Gesetzesbestimmung dies vorsieht (Art. 141 Abs. 1 Bst. c BV). Beispiele sind die Genehmigung von Gebietsveränderungen zwischen den Kantonen (Art. 53 Abs. 3 BV) oder die Genehmigung einer Rahmenbewilligung für eine Kernanlage (Art. 48 Abs. 4 Kernenergiegesetz). In Form eines einfachen Bundesbeschlusses erfolgen zum Beispiel der Voranschlag des Bundes und weitere Finanzbeschlüsse (Art. 25 Parlamentsgesetz), die Gewährleistung kantonaler Verfassungen sowie die Genehmigung völkerrechtlicher Verträge, die nicht dem fakultativen Referendum unterstehen.

## Regelung bis Ende 1999
Die Bundesverfassung von 1874 (aBV), welche bis zum 31. Dezember 1999 in Kraft war, bestimmte lediglich, dass die allgemeinverbindlichen Bundesbeschlüsse dem fakultativen Referendum unterstehen (Art. 89 aBV), und regelte den dringlichen Bundesbeschluss. Genaueres wurde auf Gesetzesstufe im Geschäftsverkehrsgesetz (Vorgänger des Parlamentsgesetzes) bestimmt.
Es bestanden folgende Formen von Bundesbeschlüssen:
- Nicht dringlicher allgemeinverbindlicher Bundesbeschluss: Dieser war hauptsächlich für befristete Erlasse mit rechtsetzenden Normen vorgesehen, ausnahmsweise wurden auch nicht rechtsetzende Akte als nicht dringlicher allgemeinverbindlicher Bundesbeschluss ausgestaltet.
- Nicht referendumspflichtiger allgemeinverbindlicher Bundesbeschluss: Diese Form entspricht der heutigen Verordnung der Bundesversammlung.
- Dringlicher Bundesbeschluss: Dieser war für Dringlichkeitsrecht (dringende Fälle von befristeter Rechtsetzung) vorgesehen. Mit der am 1. Januar 2000 in Kraft getretenen Bundesverfassung von 1999 wurde der dringliche Bundesbeschluss in dringliches Bundesgesetz umbenannt.
- Einfacher Bundesbeschluss: Er erfüllte die gleiche Funktion wie der heutige einfache Bundesbeschluss.